# Irmgard Boas
Irmgard Boas (* 22. November 1928 in Pohritzsch) ist eine deutsche Opernsängerin im Fach dramatisch-hochdramatischer Sopran.

## Leben
Irmgard Boas studierte Gesang bei Eleonore Sadowska (Halle) sowie bei Werner Reichelt (Dresden), der einen entscheidenden Einfluss auf ihren Werdegang hatte. 
Ihr erstes dreijähriges Engagement führte sie als dramatischer Sopran an das Stadttheater Köthen, wo sie mit 26 Jahren als Tosca debütierte, und weitere Partien  u. a. Amelia im Maskenball, Maria Tudor in Der Günstling, Martha in Tiefland, Nastasia „Kuma“ in Die Zauberin, Mimi in La Bohème, sowie Frau Fluth in Die lustigen Weiber von Windsor erarbeiten konnte. 
Für die Zeit von 1959 bis 1961 wurde sie von Kurt Masur an das Mecklenburgische Staatstheater Schwerin verpflichtet, wo sie Partien wie die Venus in Nestroys Tannhäuser, Elisabeth in Don Carlos, Polissena in Händels Radamisto sowie die Sopranstimme in Carl Orffs Carmina Burana sang.
Der Bau der Berliner Mauer verhinderte die Fortsetzung ihrer sängerischen Karriere auch im westlichen Teil Deutschlands: 1961 hatte Irmgard Boas bereits ihren Vertrag in Schwerin gekündigt und befand sich in Vertragsverhandlungen mit Wolfgang Sawallisch, um die Konditionen für ein Engagement an der Frankfurter Oper auszuhandeln, als sie am 12. August 1961 wegen einer Krankheit ihrer damals drei Monate alten Tochter wieder zurück in die DDR fuhr. In der Nacht zum 13. August 1961 wurde schließlich die Grenze zwischen den beiden deutschen Staaten abgeriegelt und somit ein Engagement im Westen für Irmgard Boas unmöglich. Der geplante Weg in den Westen bedeutete für die Opernsängerin auch in der DDR eine Zäsur, denn danach erhielt sie zunächst keine Einstellung mehr. Im Oktober 1961 zog sie nach Ost-Berlin und war freischaffend tätig. 
In dieser Zeit sang sie mit Helge Rosvaenge als Manrico die Leonore in Der Troubadour. Weitere Stückverträge als Agathe in Der Freischütz, Lisa in Pique Dame, Lady Macbeth in Macbeth und die Gräfin in Hochzeit des Figaro, folgten.
1964 erhielt sie am Opernhaus Erfurt wieder ein festes Engagement. Dort erarbeitete sie unter der Leitung von Generalmusikdirektor Ude Nissen die Marschallin in Der Rosenkavalier, Abigail in Nabucco, Donna Anna in Don Giovanni, Leonore in Fidelio, Senta in Der fliegende Holländer, Rosalinde in Die Fledermaus, Santuzza in Cavalleria rusticana, die Fürstin in Rusalka, die Küsterin in Jenůfa, Boulotte in Ritter Blaubart sowie Titelpartien in Turandot und Aida. 
1973 wurde sie zur Kammersängerin ernannt.
Von 1974 bis 1988 war Irmgard Boas am Landestheater Halle. In dieser Zeit arbeitete sie mit den Dirigenten Thomas Sanderling, Volker Rohde und Christian Kluttig. Besondere überregionale Anerkennung fand ihre Salome. Aber auch die Turandot, Aida, Leonore in Fidelio, Senta, Elisabeth in Tannhäuser und Chrysothemis in Elektra blieben bis zum Ende ihrer Laufbahn Spitzenpartien. 
Laufende Stückverträge verbanden sie mit dem Opernhaus Leipzig, der Staatsoper Dresden und der Staatsoper Berlin. Gastspiele führten sie nach Leningrad, Kiew, Macerata (Italien) und Bytom (Polen).
1981 erhielt sie einen Lehrauftrag für Gesang an der Hochschule für Musik „Hanns Eisler“ Berlin und übernahm dort gleichzeitig die Ausbildung ihrer Tochter Christiane Hossfeld. 1999 beendete sie ihren Lehrauftrag in Berlin. 
2003 zog Irmgard Boas nach Dresden und ist als Gesangslehrerin zahlreicher gefeierter Opernsänger tätig. Zu ihren Schülern gehören u. a. Klaus Florian Vogt, die finnische Sopranistin Camilla Nylund, Barbara Senator und Christiane Hossfeld.

## Auszeichnungen
- 1973: Ernennung zur Kammersängerin
- 1981: Kunstpreis der DDR[2]
- Kunstpreis der Stadt Halle

## Noch existierende Rundfunkaufnahmen
- die Arie der Elisabeth in Don Carlos
- die Erzählung der Martha in Tiefland